# Rhadinobracon zanzibaricus
Rhadinobracon zanzibaricus är en stekelart som först beskrevs av Szepligeti 1906.  Rhadinobracon zanzibaricus ingår i släktet Rhadinobracon och familjen bracksteklar. Utöver nominatformen finns också underarten R. z. australis.